# Kirov (croiseur, 1977)
Pour les autres navires du même nom, voir Amiral Ouchakov et Kirov (croiseur).
Le Kirov est un croiseur lance-missiles à propulsion nucléaire de la marine russe. Il était le premier d'une classe de quatre bâtiments d'une taille et d'une apparence générale rappelant celles d'un croiseur de bataille de la première moitié du xxe siècle. Initialement conçu par la marine soviétique, il fut nommé en l'honneur de Sergueï Kirov.

## Caractéristiques
Le Kirov disposait d'un armement impressionnant de missiles et d'équipements électroniques. Son antenne-radar appelée « Top Pair » par l'OTAN était la plus grande jamais montée sur un mât. Les armes principales du Kirov étaient les 20 missiles antinavires P-700 Granit montés sur le pont, les 12 lanceurs S-300F (SA-N-6) déployant 96 missiles antiaériens, les 2 lanceurs Osa-MA déployant 40 missiles antiaériens ainsi que le système de défense aérienne Kashtan. Par ailleurs, le Kirov disposait de systèmes de canons automatiques (AK-130 et AK-630), de 10 tubes lance-torpilles, d'un système antitorpille Udav-1 et de 2 lance-roquettes anti-sous-marines à 6 tubes RBU-1000. Il embarquait également 3 hélicoptères Kamov Ka-27 ou Kamov Ka-25.

## Histoire
La construction du navire commença le 27 mars 1974 aux chantiers navals de la Baltique à Léningrad puis il entra en service dans la Flotte du Nord le 30 décembre 1980. En 1990, le Kirov fut victime d'un accident de réacteur en mer Méditerranée et, faute de réparation, mis en réserve. Renommé Amiral Ouchakov en 1992 en l'honneur de Fiodor Fiodorovitch Ouchakov, une remise en état du bâtiment ne commença qu'en 1999, mais elle fut interrompue en 2001 et le croiseur fut retiré du service en 2003.
Des projets internationaux ont été élaborés pour démolir le croiseur à réacteur nucléaire dans le cadre du programme de partenariat mondial adopté au sommet du G8 en 2002, mais pour un certain nombre de raisons, ils n'ont pas été mis en œuvre. Selon les estimations d'experts, l'élimination du croiseur coûtera environ 10 fois plus que le démantèlement du plus grand sous-marin nucléaire, car il n'y a toujours pas de technologie et d'expérience dans le démantèlement de tels navires en Russie.
L'"Amiral Ouchakov" possède deux réacteurs nucléaires d'une capacité totale de 600 MW. 
La décision fondamentale de démolir le navire a été prise, la société d'État Rosatom a été chargée d'inclure le croiseur dans le plan de démolition. Le budget pour 2015 prévoit des fonds pour financer le développement du projet de démolition de l'amiral Ouchakov.

## Culture populaire
- (en) John Schettler, Kirov, The Writing Shop Press, 1er mars 2012, 386 p. (ISBN 0984946527)